# Gloiopotes hygomianus
Gloiopotes hygomianus is een eenoogkreeftjessoort uit de familie van de Caligidae. De wetenschappelijke naam van de soort is voor het eerst geldig gepubliceerd in 1861 door Steenstrup & Lütken.